# 3941 Хајдн
3941 Хајдн (енгл. 3941 Haydn) је астероид главног астероидног појаса са средњом удаљеношћу од Сунца која износи 2,927 астрономских јединица (АЈ).
Апсолутна магнитуда астероида је 12,9.